# Şefaatli
Şefaatli ist eine Stadt und ein Landkreis in der türkischen Provinz Yozgat. Der Ort liegt etwa 40 km südlich der Provinzhauptstadt Yozgat und wurde (lt. Stadtsiegel) 1954 in den Rang einer Belediye (Gemeinde) erhoben.

## Landkreis
Der 1954 gebildete Landkreis grenzt im Südwesten an die Provinzen Kirsehir und Nevşehir. Die übrigen Grenzen werden von den Landkreisen Yerköy im Nordwesten, Yozgat im Nordosten sowie Boğazlıyan und Yenifakılı im Südosten gebildet. Der Landkreis besteht neben der Kreisstadt (knapp 61,2 % der Kreisbevölkerung) aus 41 Dörfern (Köy) mit durchschnittlich 139 Bewohnern. Die Palette der Einwohnerzahlen reicht von 718 (Paşaköy) herunter bis auf 29 Einwohner. 13 Dörfer haben mehr als der Durchschnitt (139) Einwohner. Die ehemaligen Dörfer Karalar und Konaklı sind seit 2018 Mahalles (Stadtviertel) der Kreisstadt.

## Persönlichkeiten
- Mehmet Topuz (* 1983), türkischer Fußballspieler